# Billy Ray Cyrus
Billy Ray Cyrus (született William Ray Cyrus) (Flatwoods, Kentucky, 1961. augusztus 25. –) kétszeres Grammy-díjas amerikai színész és countryénekes, Miley Cyrus énekes-színésznő apja.

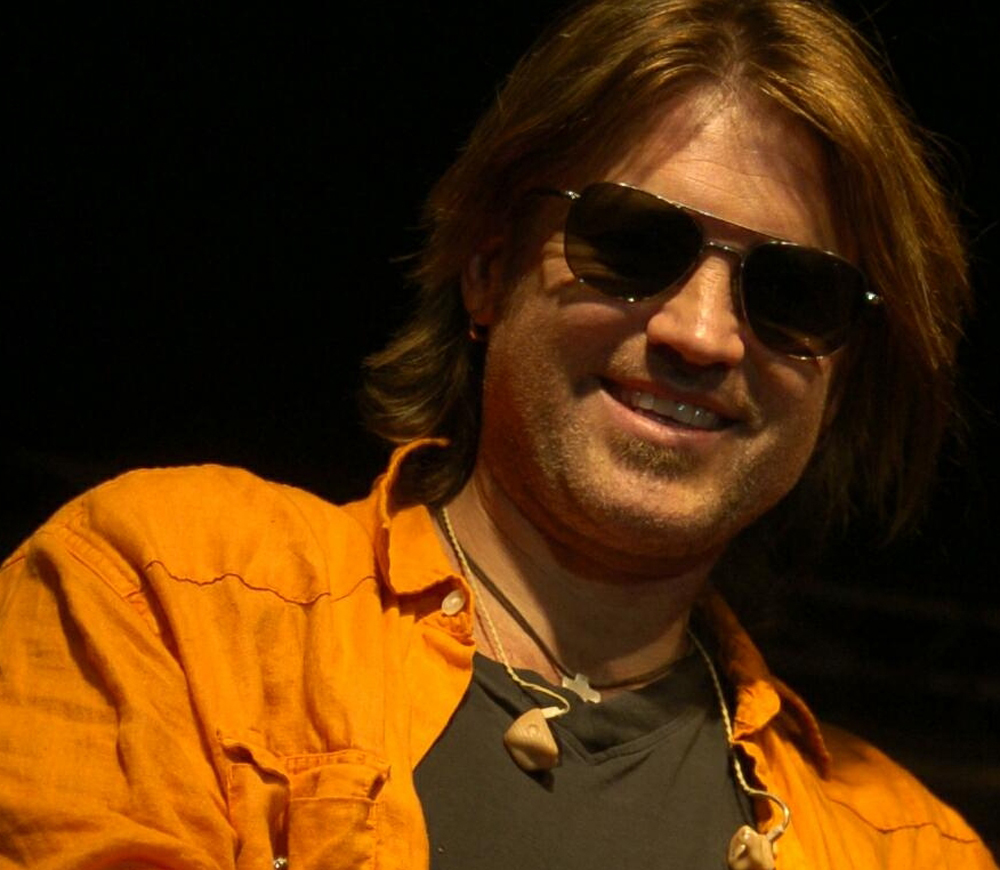
Billy Ray Cyrus (2005. október 5.)

## Fiatalkora
Apja Ronald Ray “Ron” Cyrus politikus, anyja Ann Adkins. Négyéves korában kezdett el énekelni. Szülei 1966-ban elváltak. Az 1980-as években a Sly Dog nevű zenekarban játszott. A Sly Dog együttes Cyrus félszemű kutyájáról kapta a nevét.

## Pályafutása
1990-ben azonban szerződtették a PolyGram / Mercury cégnél. Billy Ray Cyrus ismert amerikai countryzenész, aki a 90-es évek elején tört be a zeneiparba „Achy, Breaky Heart” című számával, ami egészen a Billboard zenei lista első helyéig jutott. Azóta több albumot kiadott, amelyekről nyolc listavezető dala jelent meg. Többszörös platinalemezes előadó. 2019-ben Lil Nas X Old Town Road számában működött közre. A dal 19 hétig szerepelt a Billboard listáján, ami rekordot döntött.
A Doc című sorozatban játszott, majd lánya, Miley Cyrus mellett a Hannah Montana című televíziós sorozatban lett ismert a fiatalabb közönség számára is. 2007-ben szerepelt a Dancing with the Stars negyedik évadában, ahol Karina Smirnoff-fal a nyolcadik hétig jutottak. 2010-ben szerepelt Jackie Channel a Kém a szomszédban című filmben.

## Magánélete
1986 és 1991 között Cindy Smith férje volt. Utána Kristin Luckeyval járt. Egy gyerekük született Christopher Cody. 1993-ban feleségül vette Leticia "Tish" Finley-t. 1992-ben megszületett első közös gyermekük Miley Cyrus. 1994-ben a második gyermekük Braison Chance és 2000-ben a harmadik gyermekük Noah Cyrus született meg. Van két nevelt gyereke is Brandi Cyrus és Trace Cyrus. 2013-ban beadták a válásukat. Azonban 2017-ben elutasították, mivel nem jelentek meg.

## Filmográfia

### Filmek
| Év   | Magyar cím                                                  | Eredeti cím                     | Szerep            | Magyar hang                                                     |
| ---- | ----------------------------------------------------------- | ------------------------------- | ----------------- | --------------------------------------------------------------- |
| 2017 |                                                             | Demi Lovato: Simply Complicated | önmaga            |                                                                 |
| 2014 | Sharknado 2: A második harapás                              | Sharknado 2: The Second One     | Doctor Quint      |                                                                 |
| 2014 |                                                             | Like a Country Song             | Bo Reeson         |                                                                 |
| 2011 |                                                             | Christmas Comes Home to Canaan  | Daniel Burton     |                                                                 |
| 2011 |                                                             | Billy Ray Cyrus: I'm American   | önmaga            |                                                                 |
| 2010 | Kém a szomszédban                                           | The Spy Next Door               | Colton James      | Csík Csaba Krisztián                                            |
| 2009 |                                                             | Christmas in Canaan             | Daniel Burton     |                                                                 |
| 2009 |                                                             | Flying By                       | George Barron     |                                                                 |
| 2009 | Hannah Montana – A film                                     | Hannah Montana: The Movie       | Robby Ray Stewart | Csík Csaba Krisztián                                            |
| 2008 | Hannah Montana – Miley Cyrus: Mindenből a legjobbat koncert | Best of Both Worlds Concert     | önmaga            |                                                                 |
| 2008 |                                                             | Bait Shop                       | Rod Johnson       |                                                                 |
| 2004 | Mindörökké Elvis                                            | Elvis Has Left the Building     | Hank              |                                                                 |
| 2004 |                                                             | Death and Texas                 | Spoade Perkins    |                                                                 |
| 2002 |                                                             | Wish You Were Dead              | Dean Longo        |                                                                 |
| 2001 | Mulholland Drive – A sötétség útja                          | Mulholland Drive                | Gene              | Csík Csaba Krisztián (1. szinkron) Fellegi Lénárd (2. szinkron) |
| 2001 |                                                             | Radical Jack                    | Jack              |                                                                 |

### Televíziós szerepek
| Év        | Magyar cím             | Eredeti cím                         | Szerep             | Megjegyzések                          |
| --------- | ---------------------- | ----------------------------------- | ------------------ | ------------------------------------- |
| 2017      |                        | Carpool Karaoke: The Series         | önmaga             | 1 epizód                              |
| 2017      | Láng és a szuperverdák | Blaze and the Monster Machines      | Lazard (hang)      | 1 epizód                              |
| 2017      |                        | Cyrus vs. Cyrus: Design and Conquer | önmaga             | 1 epizód                              |
| 2016–2017 |                        | Still the King                      | Vernon Brownmule   | főszereplő                            |
| 2014      |                        | Newsreaders                         | önmaga             | 1 epizód                              |
| 2014      |                        | The Haunting Of...                  | önmaga             | 1 epizód                              |
| 2011–2012 | 90210                  | 90210                               | Judd Ridge         | 2 epizód magyar hangja Holl Nándor    |
| 2011      |                        | Surprise Homecoming                 | önmaga             | műsorvezető                           |
| 2011      |                        | Full Throttle Saloon                | önmaga             | 1 epizód                              |
| 2010      |                        | Are We There Yet?                   | Luke Bonnie        | 1 epizód                              |
| 2008      | Phineas és Ferb        | Phineas and Ferb                    | Dr. Clint Cassidy  | főszereplő magyar hangja Viczián Ottó |
| 2008      |                        | Nashville Star                      | önmaga             | műsorvezető                           |
| 2008      |                        | Hillbilly: The Real Story           | önmaga             | műsorvezető                           |
| 2007      |                        | Dancing with the Stars              | önmaga             | versenyző                             |
| 2007      |                        | Billy Ray Cyrus: Home at Last       | önmaga             | főszereplő                            |
| 2006–2011 | Hannah Montana         | Hannah Montana                      | Robert Ray Stewart | főszereplő magyar hangja Holl Nándor  |
| 2003      | A Degrassi gimi        | Degrassi: The Next Generation       | Duke               | 1 epizód                              |
| 2002      | Sue Thomas – FBI       | Sue Thomas: F.B.Eye                 | Dr. Clint Cassidy  | 1 epizód                              |
| 2001–2004 | Doki                   | Doc                                 | Dr. Clint Cassidy  | főszereplő magyar hangja Viczián Ottó |
| 2000      |                        | 18 Wheels of Justice                | Henry Conners      | 1 epizód                              |
| 1999      |                        | The Love Boat: The Next Wave        | Lasso Larry Larsen | 1 epizód                              |
| 1997      | Halálbiztos diagnózis  | Diagnosis: Murder                   | önmaga             | 1 epizód                              |
| 1995      | A dadus                | The Nanny                           | önmaga             | 1 epizód                              |
| 1992      |                        | Top of the Pops                     | önmaga             | 3 epizód                              |

## Fordítás
- Ez a szócikk részben vagy egészben  a   Billy Ray Cyrus című angol Wikipédia-szócikk fordításán alapul.  Az eredeti cikk szerkesztőit annak laptörténete sorolja fel. Ez a jelzés csupán a megfogalmazás eredetét és a szerzői jogokat jelzi, nem szolgál a cikkben szereplő információk forrásmegjelöléseként.

## További információ
- Hivatalos oldal
- Billy Ray Cyrus a Facebookon
- Billy Ray Cyrus a PORT.hu-n (magyarul)
- Billy Ray Cyrus az Internetes Szinkronadatbázisban (magyarul)
- Billy Ray Cyrus az Internet Movie Database-ben (angolul)
- Billy Ray Cyrus a Rotten Tomatoeson (angolul)